# Sciades inlineatus
Sciades inlineatus là một loài bọ cánh cứng trong họ Cerambycidae.